# 岡崎サービスエリア
岡崎サービスエリア（おかざきサービスエリア）は、愛知県岡崎市にある新東名高速道路のサービスエリアである。同県内のサービスエリアは東名高速道路の豊田上郷SAに次いで2ヶ所目となる。
ブランド名は「〜歴史と自然〜NEOPASA（ネオパーサ）岡崎」。コンセプトは、上り線側「岡崎宿」、下り線側「森のエントランス」で上下線共用（集約）型となっている。

## 概要
当SAは、中日本高速道路（NEXCO中日本）管内で「最大級の規模」のサービスエリアである。
商業施設棟・トイレ棟ともに、上下線それぞれで外観を変えていて、上り線施設は東海道五十三次「岡崎宿」の町屋風、下り線施設は自然に囲まれ、様々な野鳥が暮らす緑豊かな同市をイメージ。自然の温かみを感じる積み木と、同市周辺に生息する愛知県鳥のコノハズクが安らぎの空間を演出する。

## 歴史
- 2014年（平成26年）9月18日：当SAの正式名称が「岡崎SA」に正式決定する[2]。
- 2016年（平成28年）2月13日：浜松いなさJCT - 豊田東JCT間が開通する[3][4][5][6]。

## 施設

### 上下線集約
- レストラン[7]

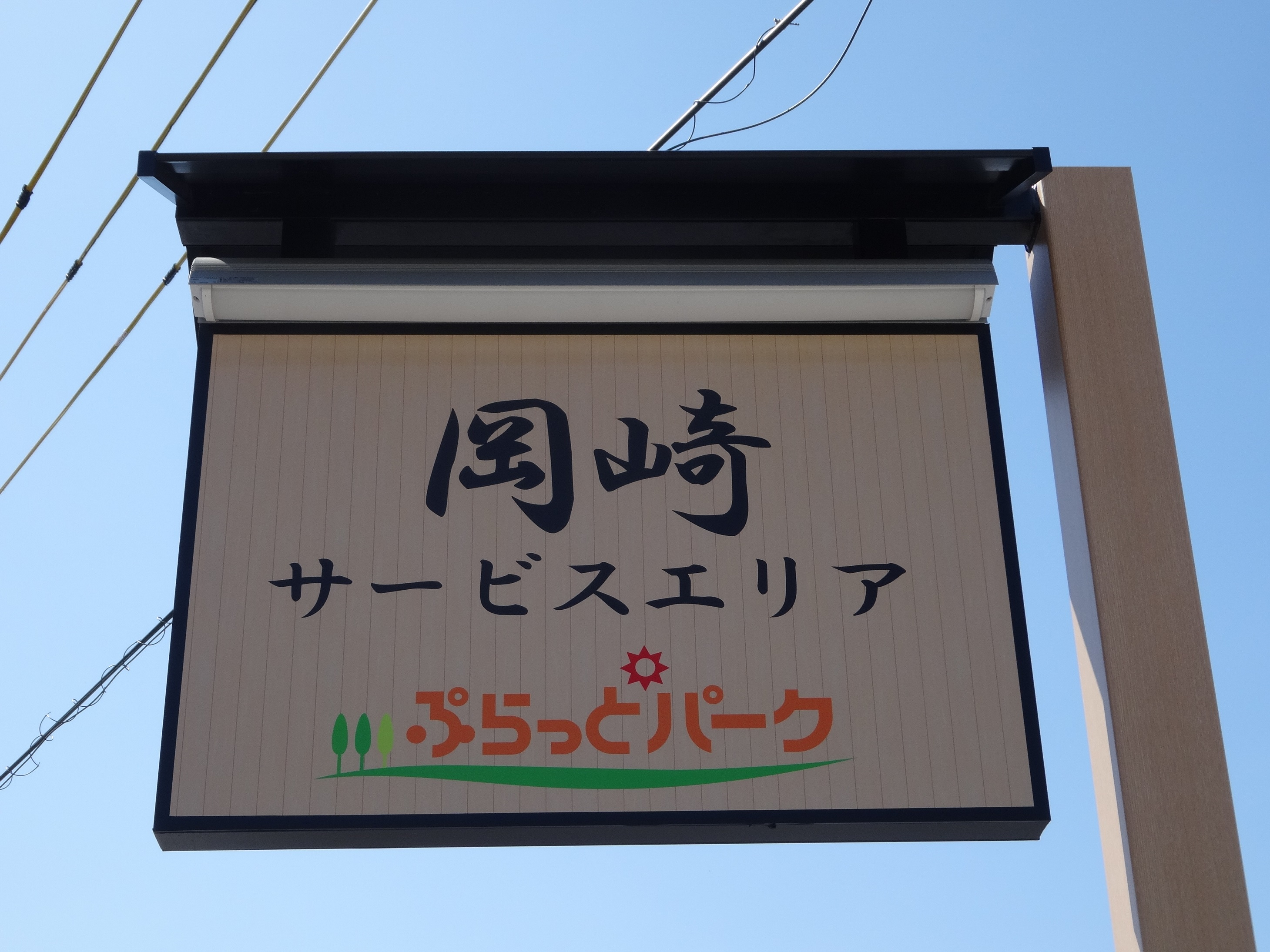
岡崎サービスエリア ぷらっとパークの看板

  - 和食・御肉処「かごの屋」（11:00 - 20:00（ラストオーダー 19:30））
- フードコート[7]
  - 伊藤和四五郎商店（8:00 - 20:00）
  - 開花屋楽麵荘（7:00 - 20:00）
  - 名古屋名物みそかつ「矢場とん」（8:00 - 20:00）
  - 伊勢和うどん店（7:00 - 20:00）
  - 漁師食堂 三河丸（8:00 - 22:00）
- カフェ[7]
  - STARBUCKS COFFEE（6:00 - 20:00）
- テイクアウト[7]
  - きっちん ににぎ（平日 9:00 - 21:00、土・日・祝日 8:00 - 22:00）
  - MIKAWA FOREST（8:00 - 22:00）
  - ビアードパパ（10:00 - 19:00）
- ベーカリー[7]
  - スペイン窯「パンのトラ」（6:00 - 20:00）
- 衣服・服飾雑貨[7]
  - グラニフ（9:00 - 20:00）
- おみやげ[7]
  - お土産処 三州 岡崎宿（24時間）
- コンビニエンスストア[7]
  - セブン-イレブン（24時間）
- コンシェルジュ（平日 8:00 - 18:00、土・日・祝日 8:00 - 19:00）[8]
- ハイウェイ情報ターミナル[8]
- ぷらっとパーク（駐車場上下線合計 60台）[8]
- ドッグラン[8]
- 遊具設備[8]
- 自動販売機[8]
- 宝くじ（9:00 - 19:00）[8]
- コインシャワー・コインランドリー（24時間）[8]
- ガソリンスタンド（ENEOS（ENEOSウイング）、24時間）（セルフ式）[8]

### 上り線（東京方面）
- 駐車場
  - 大型車 67台
  - 小型車 198台
  - 身障者用大型車 1台
  - 身障者用小型車 3台
  - 電気自動車用急速充電スタンド 2基
- トイレ

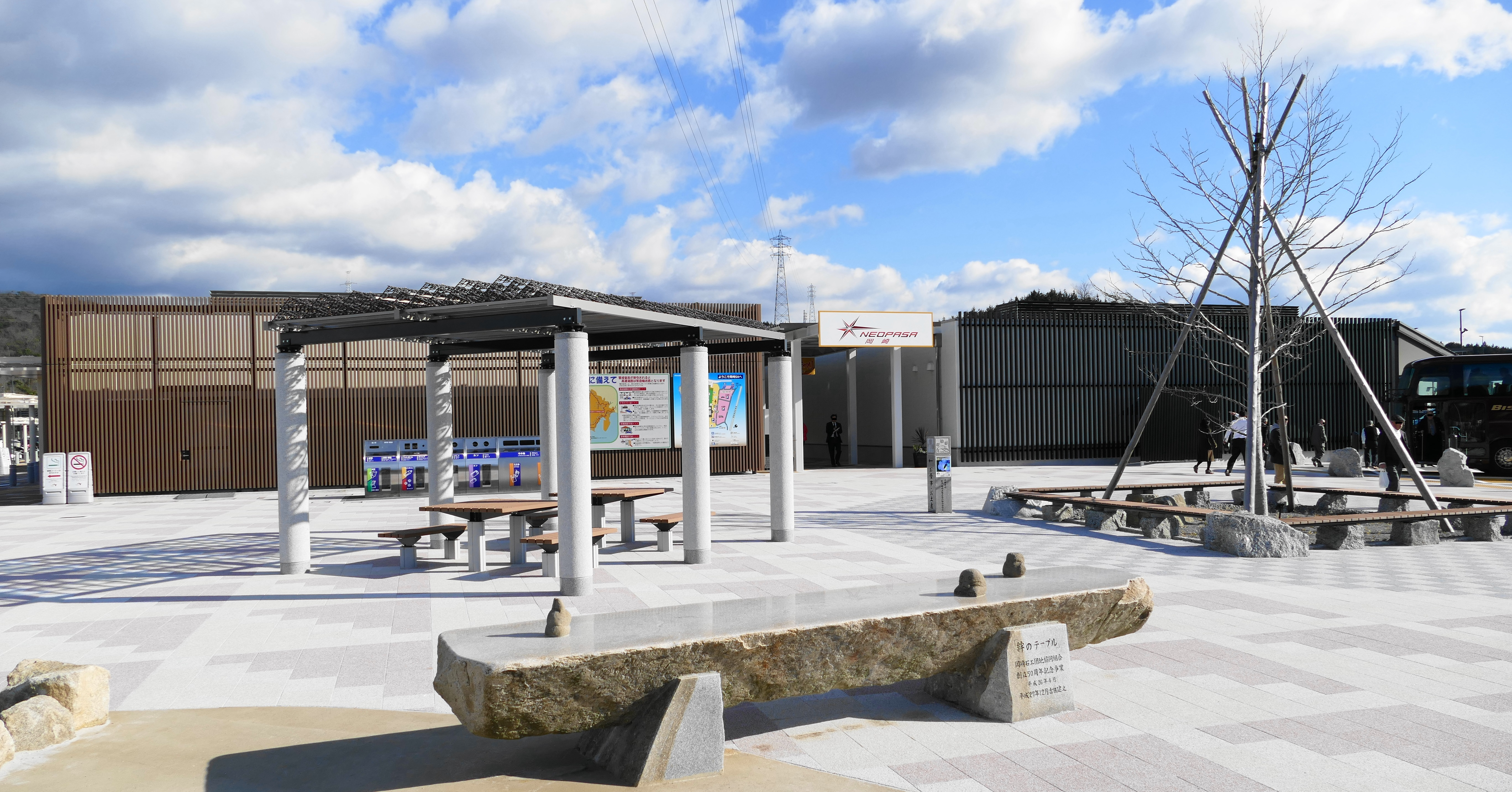
左に下り駐車場、右に上り駐車場がある

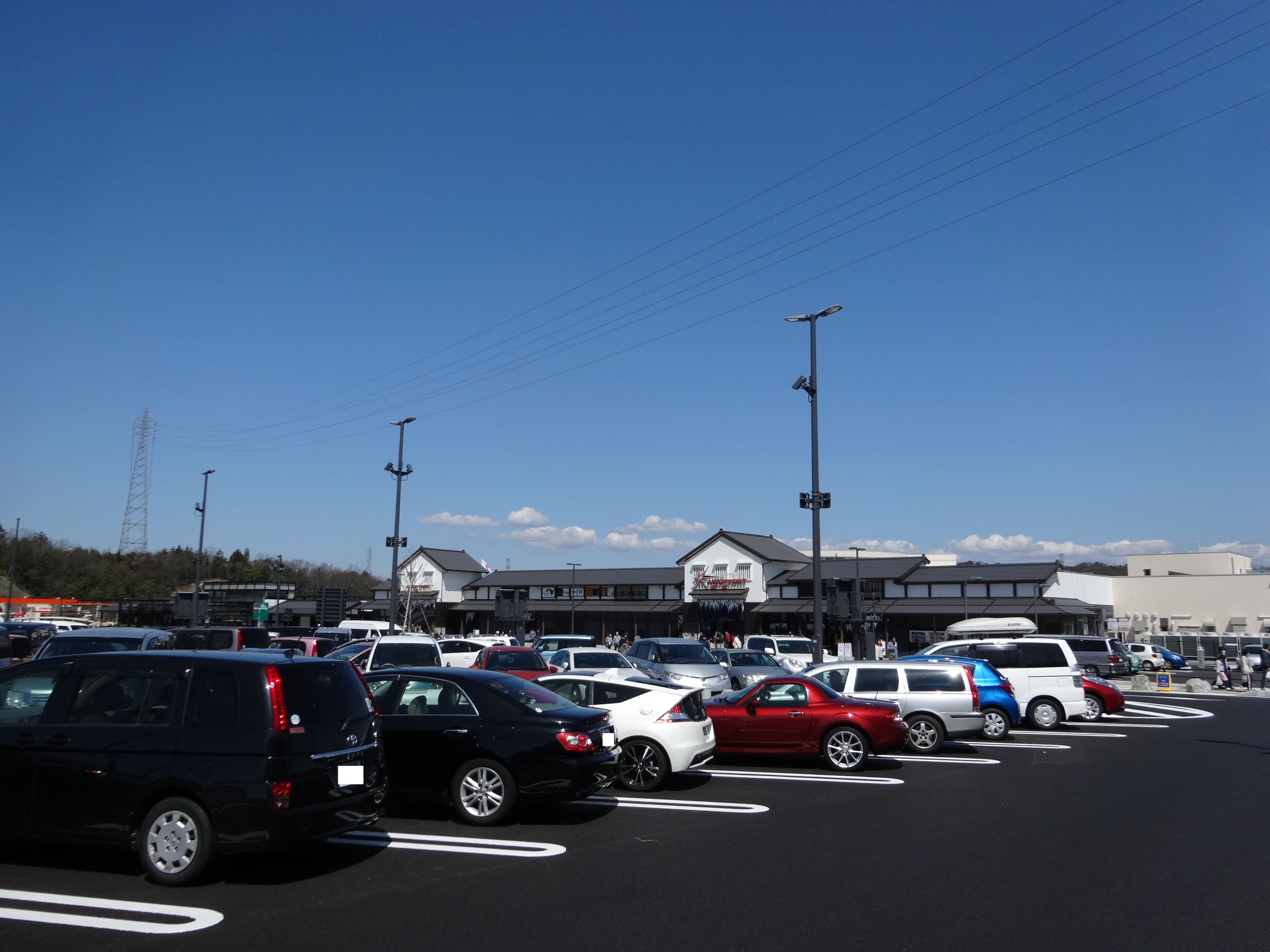
駐車場から全景

  - 男性 大 16器（和式2・洋式14・子供用1）
  - 男性 小 24器
  - 女性 66器（和式6・洋式60・子供用2）
  - 身障者用 2器

### 下り線（名古屋方面）
- 駐車場
  - 大型車 77台
  - 小型車 204台
  - 身障者用大型車 1台
  - 身障者用小型車 3台
  - 電気自動車用急速充電スタンド 2基
- トイレ
  - 男性 大 16器（和式2・洋式14・子供用1）
  - 男性 小 24器
  - 女性 66器（和式6・洋式60・子供用2）
  - 身障者用 2器

## 隣
E1A 新東名高速道路
(17)岡崎東IC - 岡崎SA - (1)豊田東JCT